# Extremistenbeschluss (Schweiz)
Mit dem Extremistenbeschluss von 1950 initiierte der Bundesrat in der Schweiz ein umfassendes Vorgehen gegen Bundesbedienstete, welche ihre Position im Dienst «gegen die Interessen des Staates» einsetzten. Neben zahlreichen Entlassungen, Nichtwiederwahlen im Amt oder Versetzungen im Dienstverhältnis hatte der «Extremistenbeschluss» eine über Jahrzehnte andauernde Überwachung von politisch verdächtigen Bundesbediensteten zur Folge.
Der «Extremistenbeschluss» ist nur in der Verbindung mit dem Beamtengesetz von 1927 nachvollziehbar, welches die Bundesbeamten in ein besonderes Rechtsverhältnis stellte. Dieses Rechtsverhältnis umfasste auch die Treuepflicht der Beamten gegenüber dem Staat. Diese Pflicht zur Loyalität diente als Grundlage für den «Extremistenbeschluss».

## Vorgeschichte
Mit der wachsenden Präsenz kommunistischer Organisationen in der schweizerischen Politik und im Zusammenhang mit dem Landesstreik von 1918 klärte der Bundesrat 1919 beim Eidgenössischen Justiz und Polizeidepartement erstmals ab, «ob nicht alle diejenigen Personen grundsätzlich aus der Bundesverwaltung entfernt werden sollten, die kommunistische Propaganda treiben». Es folgte aber kein generelles Verbot von Kommunisten in der Verwaltung. Einzelne Beamte wurden aber aufgrund ihrer politischen Aktivität mit einem Verfahren bezüglich der «Verletzung der Dienstpflicht» konfrontiert.
Die Einführung des Beamtengesetzes 1927 definierte streikwerbende Vereine als «staatsgefährlich». In der Folge erliess der Bundesrat mehrere Verbote der Mitgliedschaft in solchen «staatsgefährlichen» Vereinigungen, wie beispielsweise am 16. Februar 1931 das Mitgliedschaftsverbot für die Gewerkschaft des Bundespersonals Basel und Umgebung, da diese gemäss dem Bundesrat mit der Kommunistischen Partei gleichzusetzen sei. Am 2. Dezember 1932 folgte mit dem Beschluss über den Ausschluss der Kommunisten aus der Bundesverwaltung die Unvereinbarkeit von Bundesdienst und Mitgliedschaft in der Kommunistischen Partei. Dieser Beschluss stützte sich auf Artikel 13 und 23 des Beamtengesetzes, aus welchen der Bundesrat ein Verbot der Mitgliedschaft in jeglicher «kommunistischen Organisation» ableitete. Diese offene Definition bedeutete, dass nur schon das Abonnement einer kommunistischen Zeitung als Grund für die Unvereinbarkeit mit dem Bundesdienst ausreichte. Erst im November 1940 erliess der Bundesrat Beschlüsse über die Auflösung nationalsozialistischer Bewegungen in der Schweiz.

## Inhalt
Die Weisungen des Bundesrates über die Auflösung des Dienstverhältnisses vertrauensunwürdiger Beamter, Angestellter und Arbeiter des Bundes vom 5. September 1950 umfasste folgende Punkte:
1. Beamte, Angestellte und Arbeiter des Bundes, denen nach ihrer politischen Tätigkeit das für ihre Stellung erforderliche Vertrauen nicht mehr entgegengebracht werden kann, sind zu entlassen. Dieses Vertrauen fehlt, wenn die Gewissheit nicht mehr besteht, dass ein Dienstpflichtiger dem Lande die Treue unbedingt wahrt, alles tut, was die Interessen des Bundes fördert, und alles unterlässt, was sie beeinträchtigt.
2. Die Entlassung aus dem Bundesdienst ist für Beamte durch Nichtwiederwahl, für die übrigen Bundesbediensteten durch Kündigung des Arbeitsverhältnisses auf den nächstmöglichen Zeitpunkt hin zu vollziehen.
3. Bundesbeamte, in deren Zuverlässigkeit Zweifel bestehen, ohne dass bereits genügende Gründe für eine Entlassung gemäss Ziffer 1 vorliegen, können in einem kündbaren Dienstverhältnis als Angestellte oder Arbeiter weiterbeschäftigt werden.
4. Bundesbedienstete, bei denen die gleichen Voraussetzungen vorliegen, dürfen nicht befördert oder auf Posten gewählt oder versetzt werden, die erhöhtes Vortrauen bedingen. Inhaber solcher Vertrauensposten sind gegebenenfalls an geeignetere Stellen zu versetzen.

Die Weisung hatte unmittelbare Folgen für das Bundespersonal, fand aber keinen Eingang in die entsprechende Gesetzesgebung. Das Beamtengesetz erhielt keine Anpassung und auch in den Dienstvorschriften der PTT und SBB blieb die Weisung unerwähnt. Anders als frühere Beschlüsse des Bundesrates enthielt diese Weisung nicht mehr ein objektives Kriterium für die Entlassung wie die Mitgliedschaft in einer kommunistischen Organisation. Das subjektive Kriterium der Vertrauenswürdigkeit liess den Vorgesetzten viel Spielraum bei der Umsetzung der Weisung. Dieser Umschwung im Umgang mit der «kommunistischen Gefahr» ist im Kontext des Kalten Krieges und der mit der McCarthy-Ära beginnenden Verfolgung «subversiver Elemente» im Staatsapparat zu sehen.

## Bedeutung und unmittelbare Anwendung
Das Gros der Presselandschaft nahm die Weisung des Bundesrats sehr wohlwollend auf und verwies auf die Überfälligkeit des Vorgehens gegen die «fünfte Kolonne» im Bundespersonal. Die katholische Zeitung Neue Zürcher Nachrichten befürchtete allerdings, dass die Verwaltungsabteilungen nicht immer den Mut aufbringen würden, um die bundesrätliche Weisung in all ihrer Tragweite umzusetzen. Der Bund fragte sich hingegen, «ob nicht die PdA als solche zu verbieten und ihre Mitglieder aus dem Nationalrat auszustossen seien.» Die Tat rapportierte ab der Pressekonferenz zur Weisung des Bundesrats ausführlich:
«Es handelt sich nicht darum, dass der Beamte die politischen Meinungen der Mehrheitsparteien teilen muss und jede Kritik am Staate zu unterlassen hat, aber es geht darum, dass derjenige, welcher als Beamter der demokratischen Staatsform gänzlich entfremdet ist, das Vertrauen nicht mehr geniessen kann, welches ihm als Beamten sowie den Mitbürgern entgegengebracht werden muss. Mit den an die Bundesverwaltung ergangenen Weisungen möchte der Bundesrat nicht etwa sämtliche Extremisten vom Bundesdienst ausschliessen. Davon würden auch Dienstpflichtige betroffen, die trotz ihrer Zugehörigkeit zu einer extremistischen Partei, sei es auch der PdA, vertrauenswürdig sind, und dies stünde im Widerspruch zur Tatsache, dass die PdA nicht verboten und dass sie im Parlament vertreten ist, als Kriterium für den Entscheid über die Wiederwahl soll daher nicht etwa die Zugehörigkeit zur PdA als solche, sonder das Vertrauen dienen, das einem Extremisten entgegengebracht werden kann. Die Weisungen stützen sich denn auch nicht etwa auf Art. 13 des Beamtengesetzes, wonach die Zugehörigkeit zu einer rechtswidrigen oder staatsgefährlichen Vereinigung den Beamten verboten ist, sondern auf Art. 22, wonach der einzelne Beamte, seine dienstlichen Obliegenheiten treu und gewissenhaft zu erfüllen und dabei alles zu tun hat, was die Interessen des Bundes fördert und alles zu unterlassen, was sie beeinträchtigt. […] Getroffen werden sollen die extremistischen Aktivisten, wobei kein Zweifel bestehen kann, dass es sich im gegenwärtigen Zeitpunkt um die Aktivisten der PdA handelt. Was ein Aktivist ist, muss nach der Lage des Einzelfalls entschieden werden.»
Die Bundesverwaltung teilte noch im September 1950 die Zahl der Verdächtigen im Bundespersonal mit. Gegen ungefähr 450 Personen – ein halbes Prozent aller Bundesbediensteten – wurden Verfahren eingeleitet. Von diesen 450 Personen waren 300 SBB-Mitarbeitende und 150 PTT-Mitarbeitende. Am Ende dieser Verfahren wurde gegen 34 Personen Massnahmen ergriffen, wovon zehn Personen (sechs PTT, drei Militär und eine SBB) entlassen, respektive nicht wiedergewählt wurden. 24 Bundesbeamte wurden ins Angestelltenverhältnis versetzt. Als Beispiel einer Nichtwiederwahl dient der Fall eines Postobergehilfen in Zürich im Jahr 1951. Der Postobergehilfe war Mitglied der PdA und damit der Nachfolgeorganisation der kommunistischen Partei. Dieser Umstand reichte allerdings noch nicht für eine Nichtwiederwahl aus. Die PTT begründete die Nichtwiederwahl des Postobergehilfen mit der angeblich mangelnden Gewissheit, dass der Beamte die Interessen des Bundes nicht beeinträchtigte. Diese Ungewissheit lag gemäss der PTT in einer als Musik-, Gesangs- und Sportverein getarnten Betriebsgruppe, in welcher der Postobergehilfe seine Arbeitskollegen mit kommunistischer Propaganda infiltriert habe und damit «staatsgefährdende» Handlungen vorbereitet habe. Die «Säuberungsmassnahmen» im Bundespersonal richteten sich nur gegen Verdächtige des Linksextremismus.
Widerstand gegen die Weisung des Bundesrates übten einzig das offizielle Organ der PdA, die Zeitung Vorwärts, und einzelne Sektionen der PTT-Union. Die PTT-Gewerkschafter fürchteten, dass mit dem neuen Beschluss Willkür und Denunziantentum um sich greifen werden. Die als «vertrauensunwürdig» angesehenen Bediensteten hätten zudem keine Verteidigungsmöglichkeit bezüglich der Änderung ihres Dienstverhältnisses. Die PTT-Union sah in diesem Vorgehen einen radikalen Schlag gegen die Gewerkschaftsbewegung und gegen die Koalitionsfreiheit. Vorwärts sah in den Personaldossiers die über die Bundesbediensteten angelegt wurden, die Machenschaften eines Polizeistaates vor denen kein Mensch in der Schweiz mehr geschützt sei. Die ursprünglichen Versicherungen des Bundesrates, dass der Beschluss nicht die Gesinnung bestrafe, sondern das tatsächliche Verhalten ausschlaggebend für Versetzungen oder Entlassungen sei, bezeichnete Vorwärts als Lüge. Keiner der von Sanktionen betroffenen Personen hätten Dienstpflichtverletzungen nachgewiesen werden können: «Es ist einzig und allein die Gesinnung, die soziale und sozialistische Einstellung, die als Verbrechen deklariert wird».

## Entwicklung und Aufhebung
Mit den Befugnissen des «Extremistenbeschlusses» verfolgten die Polizei und die Bundesanwaltschaft auch im Nachgang an die direkt bei der Einführung der Weisung durchgeführten Massnahmen eine umfassende Überwachung von «vertrauensunwürdigen» Bundesbediensteten. Sympathiebekundungen mit kommunistischen Aktivitäten, die Teilnahme an entsprechenden Veranstaltungen oder Demonstrationen sowie das Interesse am Abonnement einer kommunistischen Zeitung hatten oft einen Antrag auf Post- und Telefonkontrolle durch die jeweilige Kantonspolizei an die Bundesanwaltschaft zur Folge. Meistens erlaubte die Bundesanwaltschaft diese Eingriffe in die Privatsphäre. Oft führte die Überwachung der Korrespondenz der Verdächtigen aber nicht zu relevanten Ergebnissen und hatte für die Betroffenen keine spürbaren Folgen.
Entlassungen von Bundesbediensteten aufgrund ihrer Vertrauensunwürdigkeit fanden aber noch über Jahrzehnte vereinzelt statt. Insbesondere die PTT tat sich mit Entlassungen von Telegraphistinnen und Telefonistinnen hervor, welche als Mitglieder in linksextremen Vereinigungen nicht mehr vertrauenswürdig erschienen und die Gefahr des Missbrauchs der dienstlichen Position sowie der Verletzung der Geheimhaltungspflicht bestand.
Der «Extremistenbeschluss» blieb trotz der geringen Gefahr die von der extremen Linken in der Schweiz ausging bis am 12. März 1990 in Kraft. Erst als die Fichen-Affäre aufdeckte, dass unzählige Bürgerinnen und Bürger aufgrund eines politischen Verdachts überwacht wurden, hob der Bundesrat den Beschluss auf.